# Петров, Евгений Степанович
Евгений Степанович Петров (1900—1942) — техник-конструктор Газодинамической лаборатории, один из разработчиков первых советских ЖРД и боевых машин реактивной артиллерии «Катюша».

## Биография
Евгений Степанович Петров окончил Артиллерийское техническое училище РККА. В 1930—1931 гг. был одним из разработчиков первых советских ЖРД. Е. С. Петрову принадлежит авторство ряда конструкций ракет с пороховыми ракетными двигателями. В 1930—1933 гг. был руководителем группы конструкторов в Газодинамической лаборатории. Когда в конце 1933 года ГДЛ вошла в состав Реактивного научно-исследовательского института Е. С. Петров стал начальником технической и производственной службы по изготовлению ЖРД, пороховых и жидкостных ракет. Именем Евгения Степановича Петрова назван кратер на обратной стороне Луны.